# Pinsamont
Pinsamont est un hameau de la commune belge de Sainte-Ode située en Région wallonne dans la province de Luxembourg.
Avant la fusion des communes de 1977, Pinsamont faisait partie de la commune de Tillet.

## Étymologie
Orthographié autrefois Pinsaumont, le nom du hameau viendrait de Pinso, nom en latin d'un seigneur local appelé Pinso et de Mont, se rapportant à un endroit élevé.

## Situation
Le hameau se situe le long d'une route franchissant le Laval, un affluent de l'Ourthe occidentale puis sinuant à travers les prairies en prenant la direction du sud-ouest. Il avoisine la localité de Houmont implantée sur le versant opposé du Laval.

## Description
Pinsamont est un hameau ardennais à caractère rural. Quelques fermes sont toujours en activité. Il étire sur plus de 1 200 m ses habitations parmi lesquelles se trouvent quelques anciennes fermes et fermettes parfois construites en pierre du pays (moellons de grès schisteux).

## Patrimoine
Une petite chapelle blanche se trouve devant une ferme le long de la route principale.